# La Houssière
Pour les articles homonymes, voir Houssière (homonymie).
La Houssière est une commune française située dans le département des Vosges, en région Grand Est.
Ses habitants sont appelés les Husselets.

## Géographie

### Localisation
La commune est située dans une vallée traversée par le Neuné, affluent droit de la Vologne, à 3 km de Corcieux et 17 km de Saint-Dié-des-Vosges. L'habitat y est très dispersé, dans les hameaux : la Côte, Cours Beheu, l'Épaxe, Grand Bois, Vanémont, Rouges-Eaux.
Le territoire de la commune a la particularité d'héberger deux points d'arrêts de l'ancienne ligne ferroviaire d'Épinal à Saint-Dié : la halte de La Houssière et la gare de Corcieux - Vanémont.

### Géologie et relief
La commune s'étend aussi vers le nord par un vaste domaine boisé bordé par la Mortagne. On y trouve de jolis points de vue - Roche du Corbeau, Roche des Fées - mais le point culminant est au sud où le mont Thiriville atteint 750 m.

### Sismicité
Commune située dans une zone 3 de sismicité modérée.

### Hydrographie et les eaux souterraines
Hydrogéologie et climatologie : Système d’information pour la gestion des eaux souterraines du bassin Rhin-Meuse :
Territoire communal : Occupation du sol (Corinne Land Cover); Cours d'eau (BD Carthage),
Géologie : Carte géologique; Coupes géologiques et techniques,
 Hydrogéologie : Masses d'eau souterraine; BD Lisa; Cartes piézométriques.
La commune est située dans le bassin versant du Rhin au sein du bassin Rhin-Meuse. Elle est drainée par la Mortagne, le ruisseau le Neune, le ruisseau le Xave, le ruisseau de Ruxurieux, le ruisseau des Huttes et le ruisseau Noiregoutte,.
La Mortagne, d'une longueur totale de 74,6 km, prend sa source dans la commune de Saint-Léonard et se jette dans la Meurthe à Mont-sur-Meurthe, après avoir traversé 26 communes.
Le Neuné, d'une longueur totale de 24,5 km, prend sa source dans la commune de Gerbépal et se jette dans la Vologne en limite de Laveline-devant-Bruyères, Herpelmont, Beauménil et Champ-le-Duc, après avoir traversé sept communes.

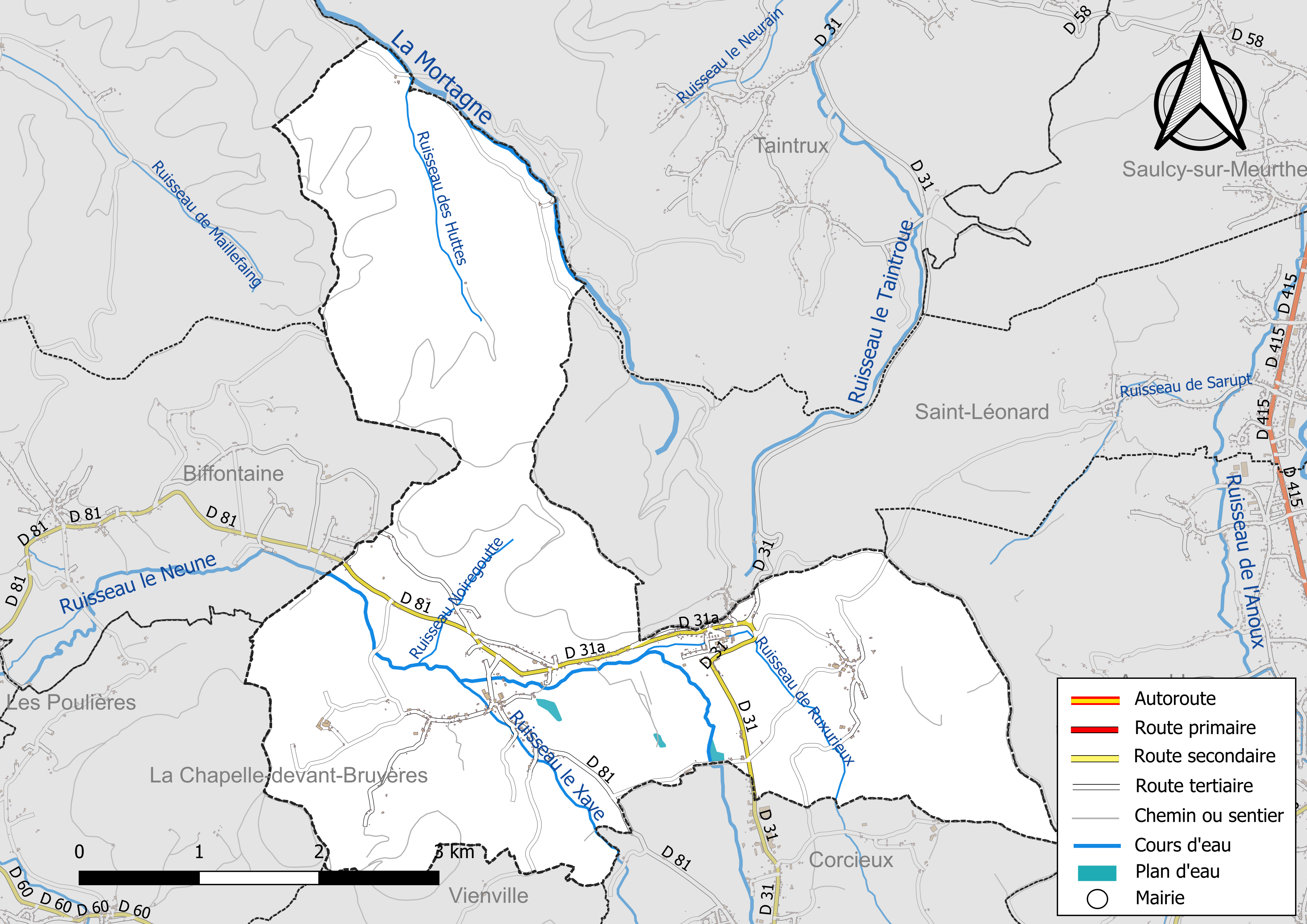
Réseaux hydrographique et routier de la Houssière.

La qualité des eaux de baignade et des cours d’eau peut être consultée sur un site dédié géré par les agences de l’eau et l’Agence française pour la biodiversité.

### Climat
Pour des articles plus généraux, voir Climat du Grand Est et Climat du département des Vosges.
En 2010, le climat de la commune est de type climat de montagne, selon une étude du Centre national de la recherche scientifique s'appuyant sur une série de données couvrant la période 1971-2000. En 2020, Météo-France publie une typologie des climats de la France métropolitaine dans laquelle la commune est exposée à un climat semi-continental et est dans la région climatique  Vosges, caractérisée par une pluviométrie très élevée (1 500 à 2 000 mm/an) en toutes saisons et un hiver rude (moins de 1 °C).
Pour la période 1971-2000, la température annuelle moyenne est de 8,9 °C, avec une amplitude thermique annuelle de 16,6 °C. Le cumul annuel moyen de précipitations est de 1 415 mm, avec 14,5 jours de précipitations en janvier et 11,1 jours en juillet. Pour la période 1991-2020, la température moyenne annuelle observée sur la station météorologique de Météo-France la plus proche, « Gérardmer », sur la commune de Gérardmer à 14 km à vol d'oiseau, est de 9,1 °C et le cumul annuel moyen de précipitations est de 1 797,3 mm. 
La température maximale relevée sur cette station est de 37 °C, atteinte le 7 août 2015 ; la température minimale est de −20,5 °C, atteinte le 20 décembre 2009,,.
Les paramètres climatiques de la commune ont été estimés pour le milieu du siècle (2041-2070) selon différents scénarios d'émission de gaz à effet de serre à partir des nouvelles projections climatiques de référence DRIAS-2020. Ils sont consultables sur un site dédié publié par Météo-France en novembre 2022.

## Urbanisme

### Typologie
Au 1er janvier 2024, La Houssière est catégorisée commune rurale à habitat dispersé, selon la nouvelle grille communale de densité à sept niveaux définie par l'Insee en 2022.
Elle est située hors unité urbaine et hors attraction des villes,.

### Occupation des sols
L'occupation des sols de la commune, telle qu'elle ressort de la base de données européenne d’occupation biophysique des sols Corine Land Cover (CLC), est marquée par l'importance des forêts et milieux semi-naturels (62,2 % en 2018), en diminution par rapport à 1990 (64,3 %). La répartition détaillée en 2018 est la suivante : 
forêts (62,2 %), prairies (23,1 %), zones agricoles hétérogènes (8,7 %), terres arables (3,3 %), mines, décharges et chantiers (1,7 %), zones urbanisées (0,9 %). L'évolution de l’occupation des sols de la commune et de ses infrastructures peut être observée sur les différentes représentations cartographiques du territoire : la carte de Cassini (XVIIIe siècle), la carte d'état-major (1820-1866) et les cartes ou photos aériennes de l'IGN pour la période actuelle (1950 à aujourd'hui).

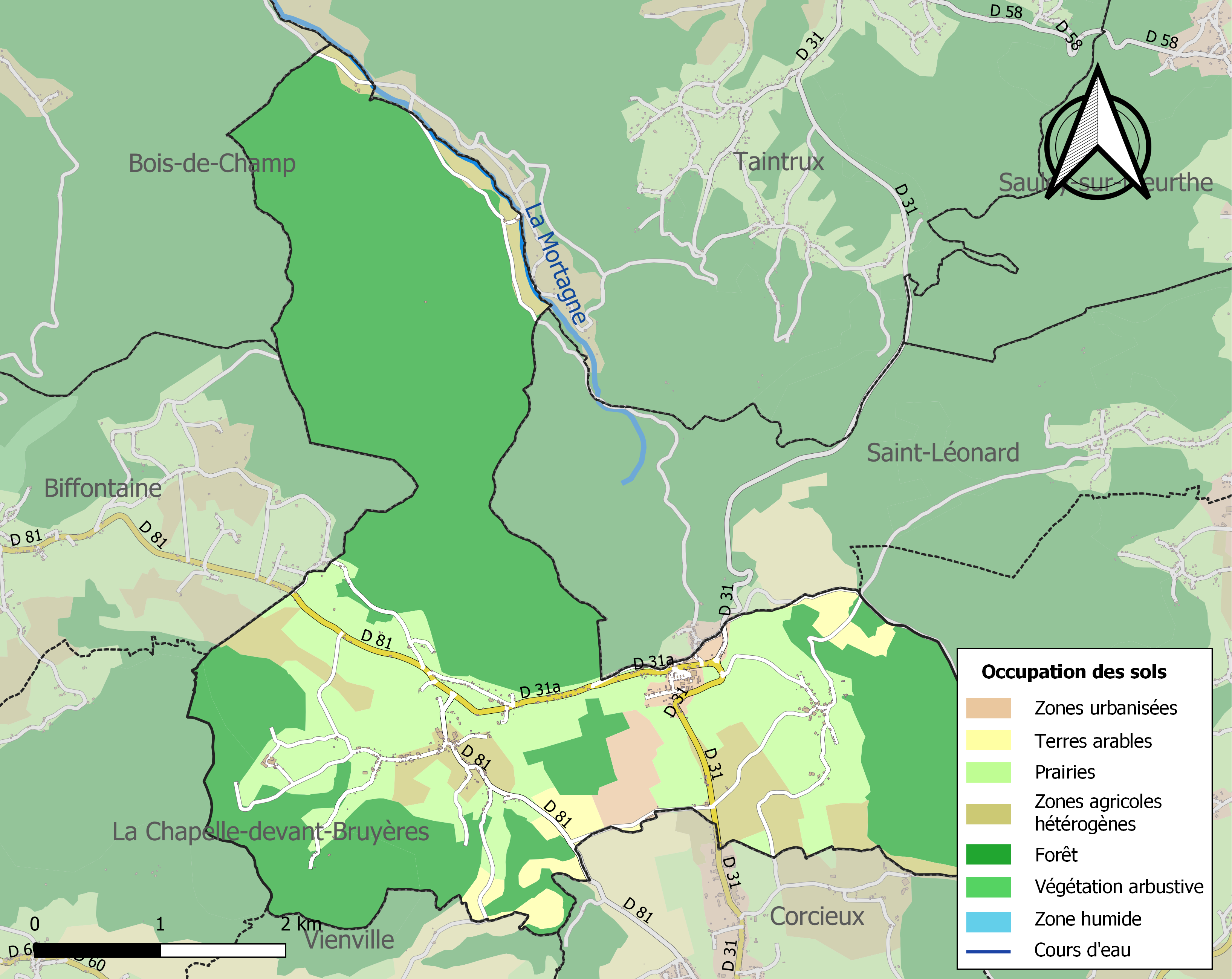
Carte des infrastructures et de l'occupation des sols de la commune en 2018 (CLC).

## Toponymie
Houssière, comme houssaie, désigne un endroit où le houx croît en abondance.

## Histoire
Les premières origines de La Houssière remontent à Charlemagne.
Sous l'Ancien Régime, La Houssière appartenait au bailliage de Bruyères et était comprise dans le doyenné de Corcieux, qui était sous la juridiction du duc de Lorraine et de l’église de Remiremont. Le duc était seul haut justicier. Au spirituel, La Houssière était également annexe de la cure de Corcieux.
Par testament en date du 29 décembre 1895, Jean-Baptiste Marchal, ancien maire, a légué la quasi-totalité de sa fortune à la municipalité, à condition que celle-ci fasse aménager sa maison en hospice pour les membres de sa famille et les vieillards de la commune. Après d'importants travaux de réfection et d'agrandissement, l'hospice a commencé à fonctionner en 1900. Ayant cessé toute activité depuis 1931, l'hospice a été supprimé par arrêté préfectoral en date du 1er mars 1985.
Dans le chaos et la confusion des premières semaines de la guerre en 1914 il a été appliqué une justice expéditive et de terreur. Ainsi, dans la commune, à l'arrière d'un front  alors encore fort proche, neuf soldats français furent fusillés pour l'exemple les 7 et 11 septembre 1914,. Le 11 novembre 2021, à la Houssière, pour la première fois en France, est officiellement inaugurée une stèle commémorative en l'honneur des poilus fusillés pour l'exemple par la justice militaire. Cette stèle est érigée à proximité du hameau de Vanémont sur le lieu même des exécutions.
Le 6 juin 1944, les maquisards de Corcieux et de ses environs se lancent à l'attaque de l'occupant : ils sont les seuls des Vosges à répondre à l'appel de la BBC. Quelques centaines d'hommes contre l'armée allemande, le combat inégal se termine par l'exécution des résistants : 70 personnes sont fusillées et 104 déportées. Malgré son échec prévisible, le baroud du maquis de Corcieux et de ses environs (La Houssière, Taintrux, Biffontaine, La Chapelle-devant-Bruyères,...) aura atteint un but : créer dans les Vosges un abcès de fixation des troupes occupantes durant les premiers jours du débarquement en Normandie.

## Politique et administration
| Période                                  | Période                       | Identité                          | Étiquette | Qualité                                     |
| ---------------------------------------- | ----------------------------- | --------------------------------- | --------- | ------------------------------------------- |
| Les données manquantes sont à compléter. |                               |                                   |           |                                             |
|                                          | décembre 1831                 | Nicolas Ferry (1772-1842)         |           | Propriétaire de la tuilerie de La Houssière |
| décembre 1831                            | juin 1833                     | Joseph Mengeon                    |           |                                             |
| juin 1833                                | août 1853                     | Jean François Renard              |           |                                             |
| août 1853                                | juin 1855                     | Jean Nicolas Renard               |           |                                             |
| juillet 1855                             | juin 1896                     | Jean Baptiste Marchal (1822-1896) |           | Maréchal-ferrand                            |
| juin 1896                                |                               | Jean-Nicolas Renard (1841-1926)   |           | Cultivateur négociant                       |
|                                          | mars 2001                     | Jean-Paul Boulanger               |           | Artisan monteur                             |
| mars 2001                                | janvier 2020                  | Roger Cronel (1938-2021)          |           | Professeur retraité                         |
| mars 2020                                | En cours (au 20 octobre 2021) | Jean-Paul Boulanger               |           |                                             |

### Budget et fiscalité 2022

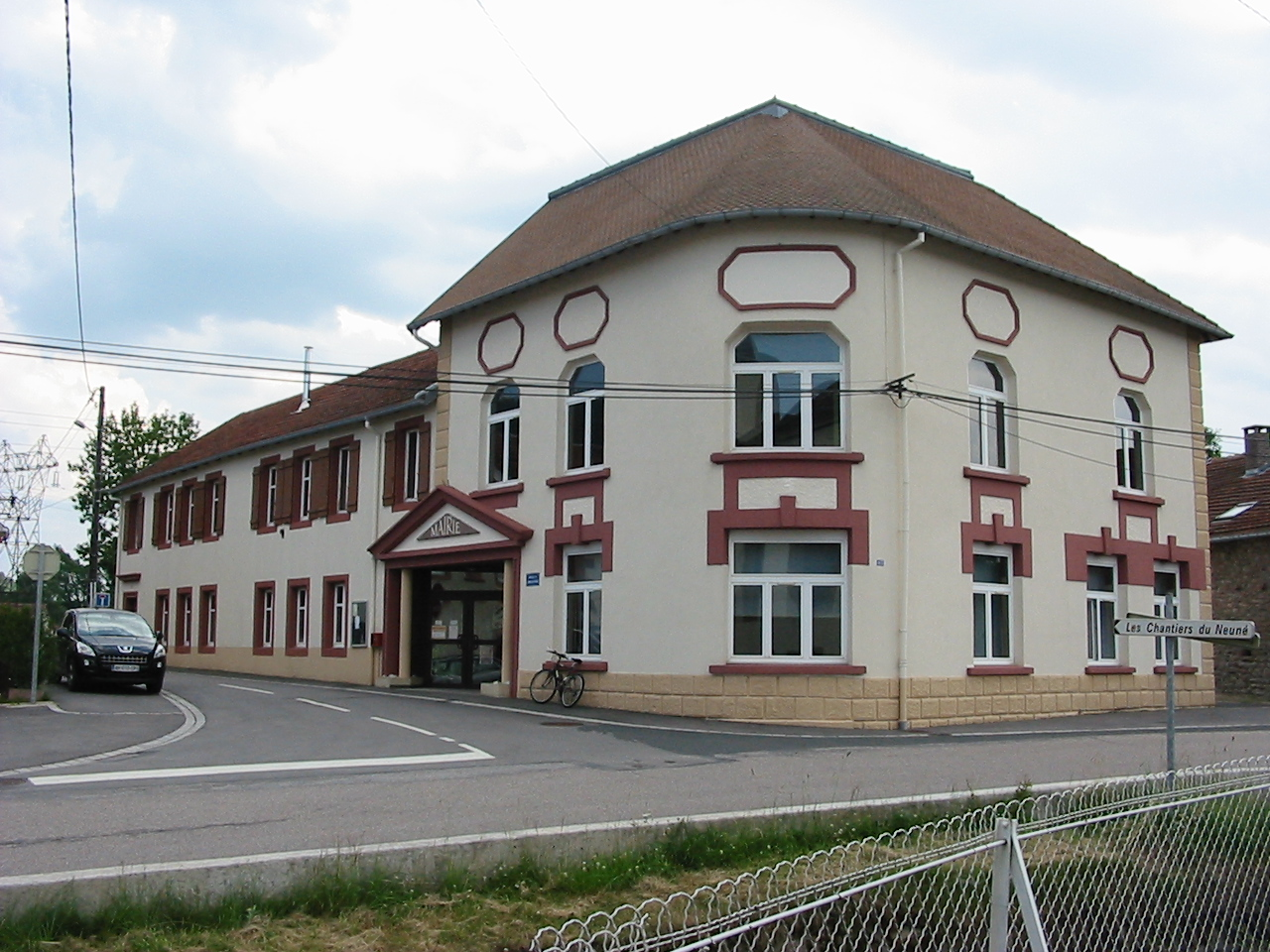
La mairie.

En 2022, le budget de la commune était constitué ainsi :
- total des produits de fonctionnement : 513 000 €, soit 907 € par habitant ;
- total des charges de fonctionnement : 343 000 €, soit 608 € par habitant ;
- total des ressources d'investissement : 259 000 €, soit 459 € par habitant ;
- total des emplois d'investissement : 278 000 €, soit 491 € par habitant ;
- endettement : 262 000 €, soit 467 € par habitant.

Avec les taux de fiscalité suivants :
- taxe d'habitation : 22,51 % ;
- taxe foncière sur les propriétés bâties : 40,38 % ;
- taxe foncière sur les propriétés non bâties : 26,65 % ;
- taxe additionnelle à la taxe foncière sur les propriétés non bâties : 0,00 % ;
- cotisation foncière des entreprises : 0,00 %.

Chiffres clés Revenus et pauvreté des ménages en 2021 : médiane en 2021 du revenu disponible, par unité de consommation : 21 120 €.

## Population et société

### Démographie

#### Évolution démographique
L'évolution du nombre d'habitants est connue à travers les recensements de la population effectués dans la commune depuis 1793. Pour les communes de moins de 10 000 habitants, une enquête de recensement portant sur toute la population est réalisée tous les cinq ans, les populations de référence des années intermédiaires étant quant à elles estimées par interpolation ou extrapolation. Pour la commune, le premier recensement exhaustif entrant dans le cadre du nouveau dispositif a été réalisé en 2005.

En 2022, la commune comptait 509 habitants, en évolution de −14,02 % par rapport à 2016 (Vosges : −2,96 %, France hors Mayotte : +2,11 %).
| 1793 | 1800 | 1806 | 1821  | 1831  | 1836 | 1841 | 1846 | 1856 |
| ---- | ---- | ---- | ----- | ----- | ---- | ---- | ---- | ---- |
| 689  | 713  | 829  | 1 002 | 1 083 | 924  | 964  | 926  | 855  |

| 1861 | 1866 | 1876 | 1881 | 1886 | 1891 | 1896 | 1901 | 1906 |
| ---- | ---- | ---- | ---- | ---- | ---- | ---- | ---- | ---- |
| 855  | 825  | 859  | 827  | 836  | 770  | 803  | 887  | 926  |

| 1911 | 1921 | 1926 | 1931 | 1936 | 1946 | 1954 | 1962 | 1968 |
| ---- | ---- | ---- | ---- | ---- | ---- | ---- | ---- | ---- |
| 967  | 847  | 792  | 763  | 848  | 756  | 778  | 817  | 756  |

| 1975 | 1982 | 1990 | 1999 | 2005 | 2006 | 2010 | 2015 | 2020 |
| ---- | ---- | ---- | ---- | ---- | ---- | ---- | ---- | ---- |
| 791  | 684  | 607  | 618  | 584  | 589  | 571  | 598  | 527  |

| 2022 | - | - | - | - | - | - | - | - |
| ---- | - | - | - | - | - | - | - | - |
| 509  | - | - | - | - | - | - | - | - |

### Enseignement
Établissements d'enseignements : 
- Écoles maternelles et primaires à La Houssière, Corcieux, Taintrux,
- Collèges à Corcieux.
- Lycées à Bruyères, Saint-Dié-des-Vosges.

### Santé
Professionnels et établissements de santé :
- Médecins à Corcieux, Granges-sur-Vologne, Anould, Laveline-devant-Bruyères, Saulcy-sur-Meurthe, Brouvelieures, Bruyères.
- Pharmacies à Corcieux, Granges-sur-Vologne, Anould, Saulcy-sur-Meurthe, Bruyères.
- Hôpitaux à Saint-Dié, Bruyères, Fraize, Gérardmer.

### Cultes
- Culte catholique, Paroisse Notre-Dame-de-Corcieux[31], Diocèse de Saint-Dié.

## Économie

### Entreprises et commerces

#### Agriculture
- Sylviculture et autres activités forestières.
- Élevage de vaches laitières.
- Élevage d'ovins et de caprins.
- Élevage d'autres bovins et de buffles.

#### Tourisme
- Hébergements et restauration à Corcieux, La Chapelle-devant-Bruyères, Taintrux.

#### Commerces
- Commerces et services de proximité.

## Culture locale et patrimoine

### Lieux et monuments
- Église Sainte-Madeleine, construite en 1834 par transformation d'une chapelle datant de 1666. Le chemin de croix est remarquable réalisé par le peintre allemand Albrecht Jacob entre 1864 et 1866[32] ; il est inspiré du chemin de croix de l'église de Vienne en Autriche[33]. Il a été béni en l'église de La Houssière le 21 octobre 1866. Qualifié par l'évêque Clavelot de « plus beau de son diocèse », il est inscrit au patrimoine des monuments protégés et il est répertorié à Vienne en Autriche. Les tableaux ont été restaurés[34].
  - Dans le clocher, les trois cloches de la première chapelle ont été refondues. Les trois nouvelles furent baptisées en 1895 et mises en place en 1900. Elles se nomment Virginie Célina Marie Odile (1,21 m de diamètre, 1000 kg), Élisabeth (1,08 m 740 kg) et Justine Marie Léonie Céleste (0,97 m 520 kg)[35].
- Haut-fer de Brouaumont : scierie hydraulique datant de 1841[36],[37].
- Patrimoine architectural rural recensé par le service de l'Inventaire général du patrimoine culturel : Maisons et fermes[38],[39],[40].

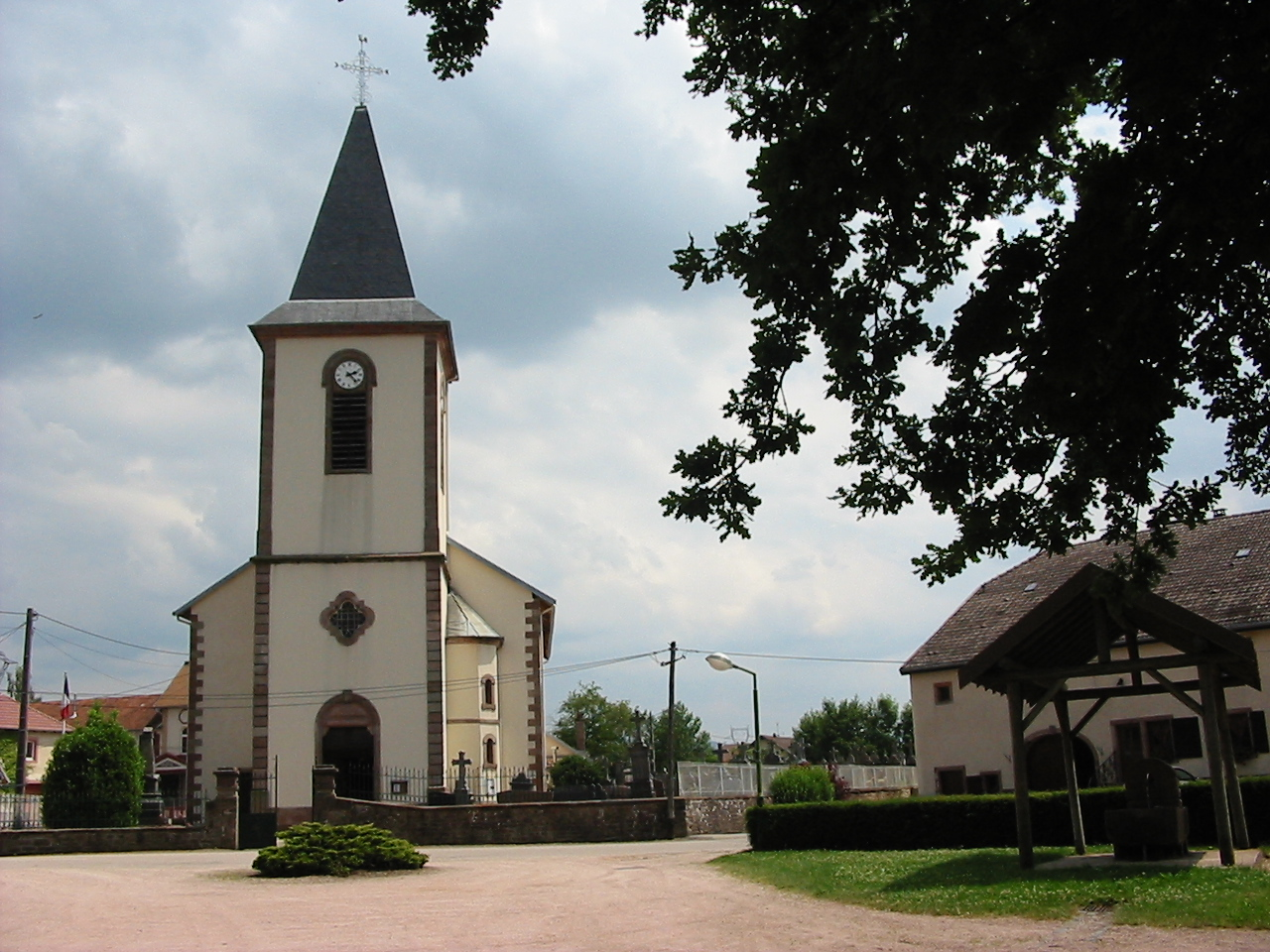
L'église Sainte-Madeleine.
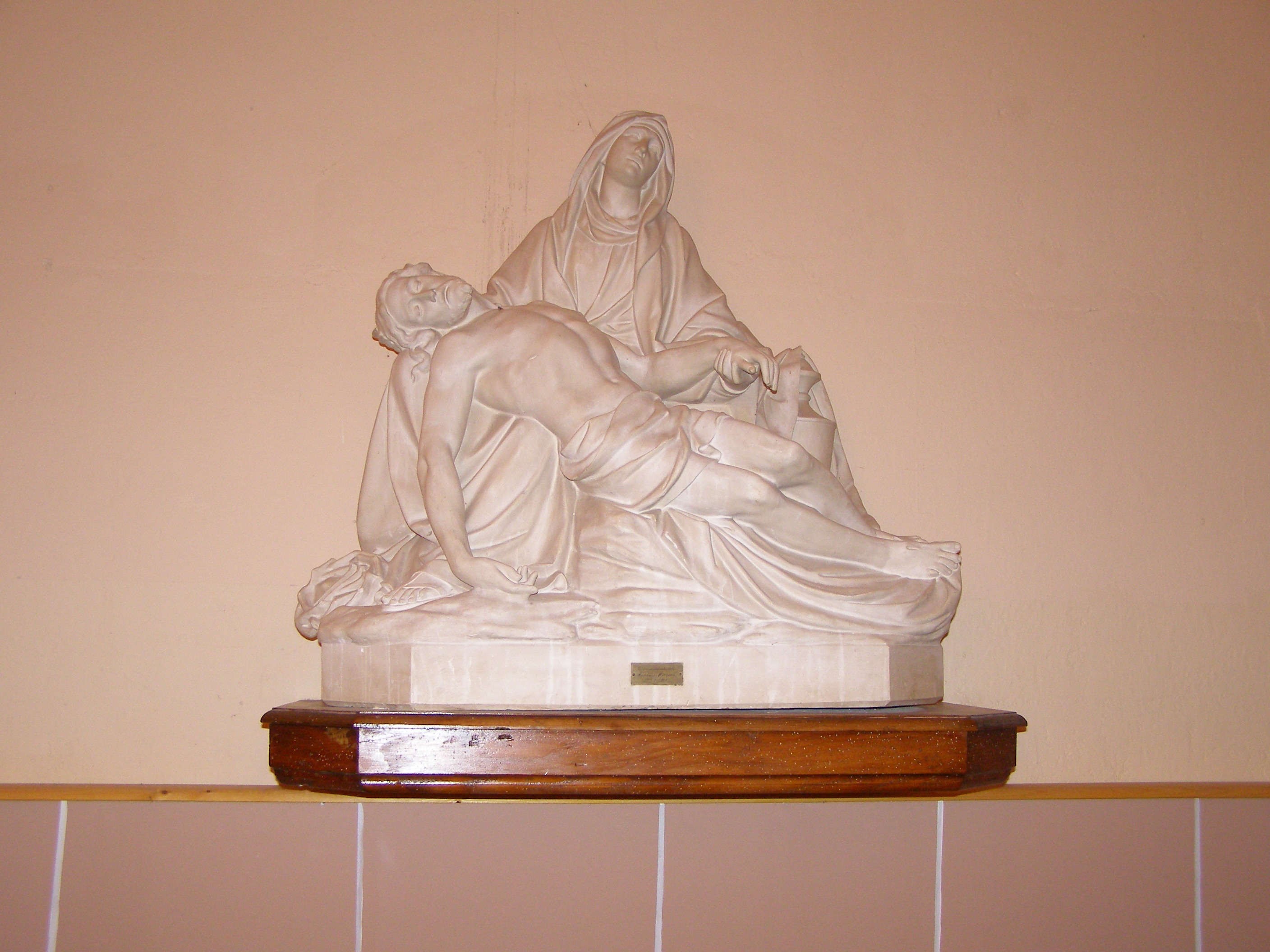
Piéta à l'intérieur de l'église.
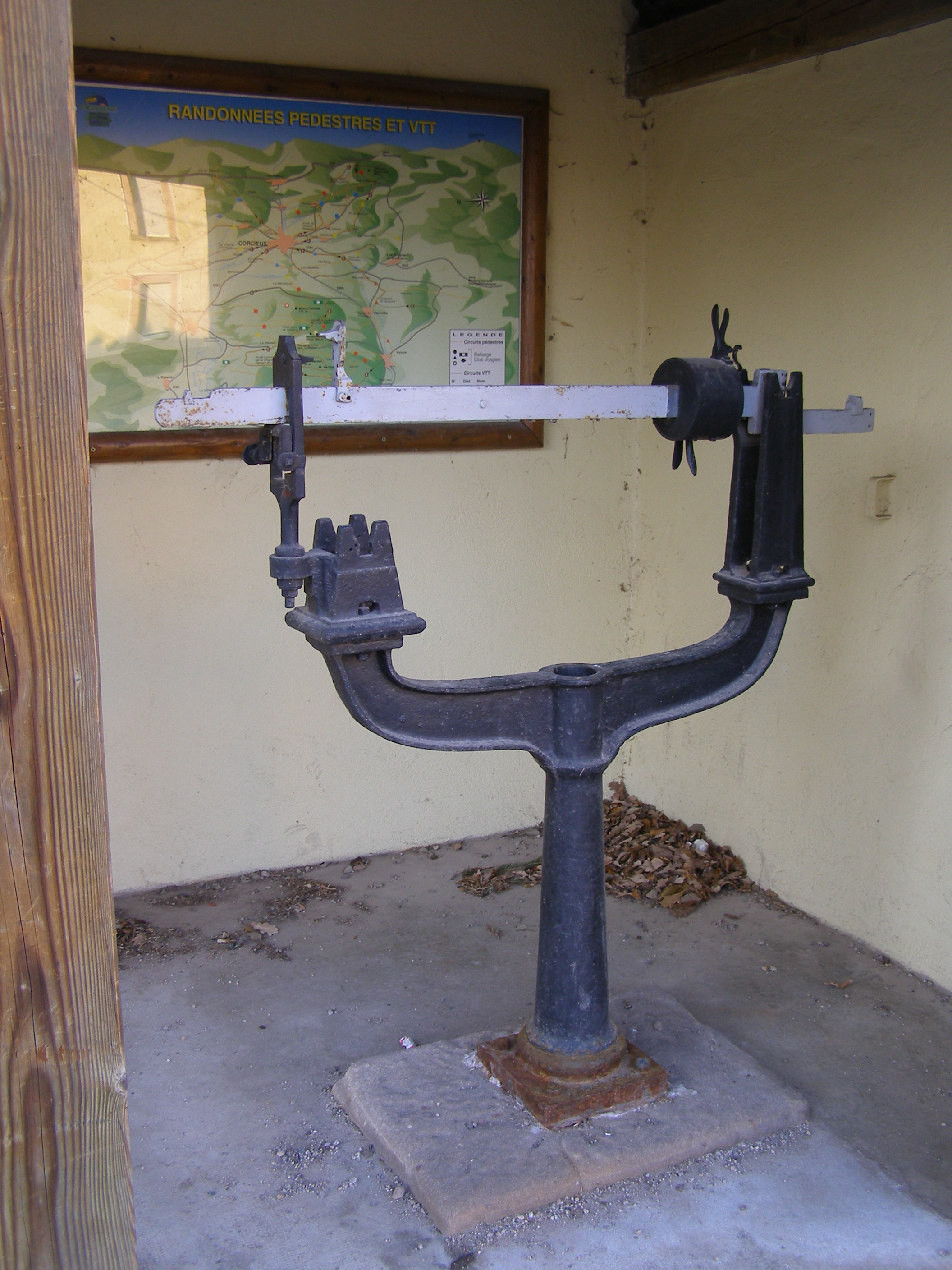
Ancienne bascule au centre du village.
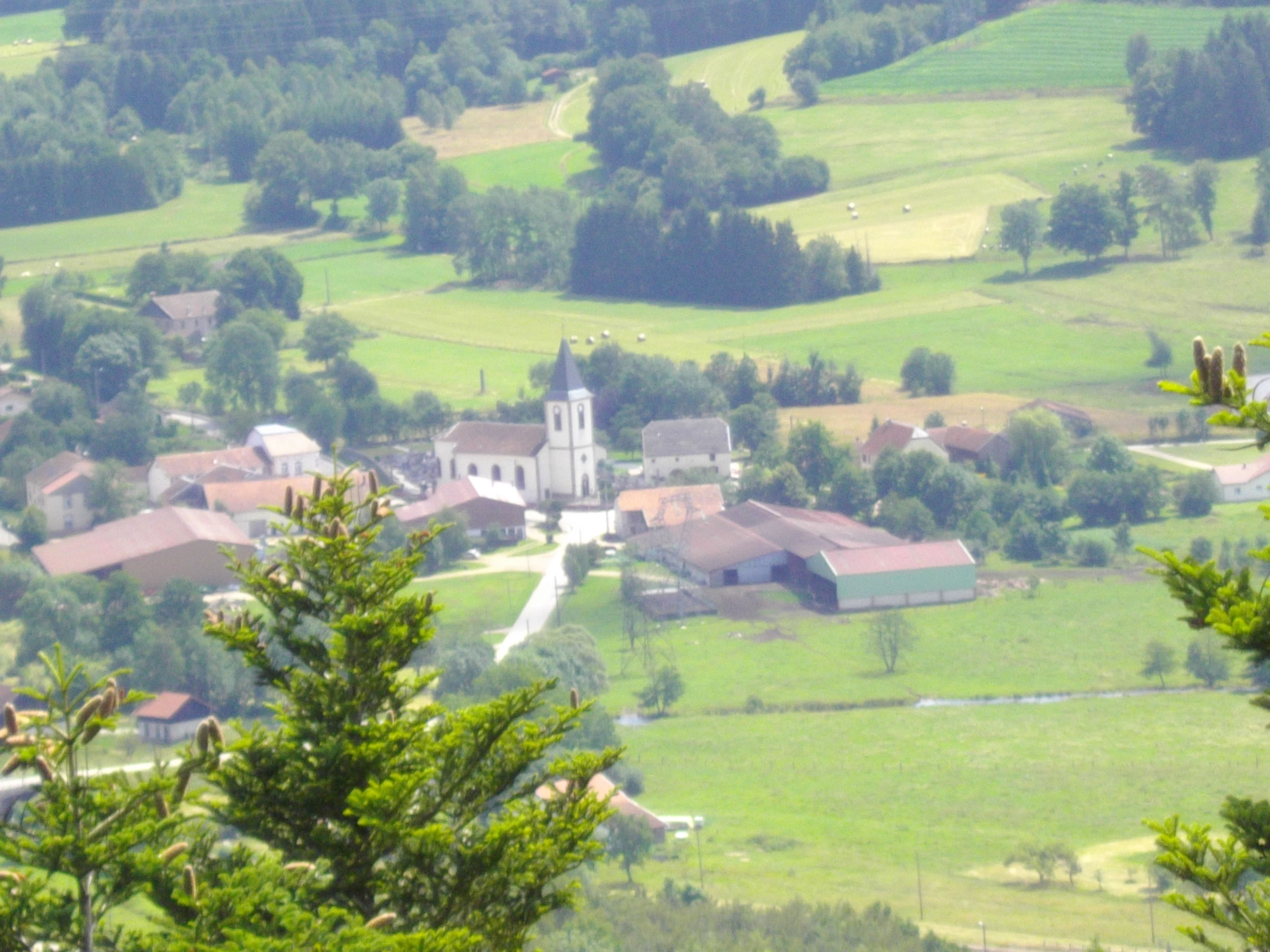
Vue d'ensemble.
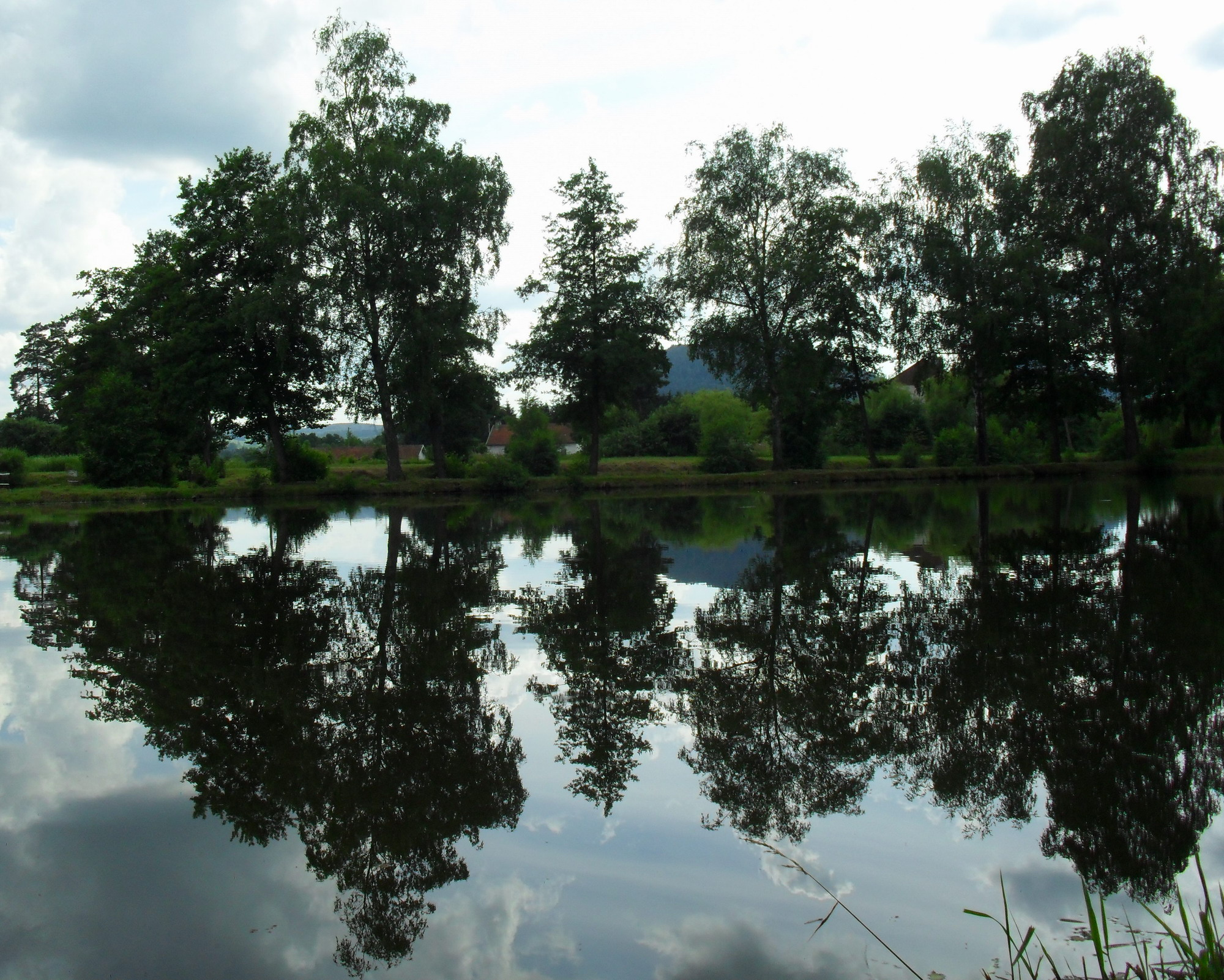
Étang aménagé pour la promenade près de la gare de Vanémont[41],[42].
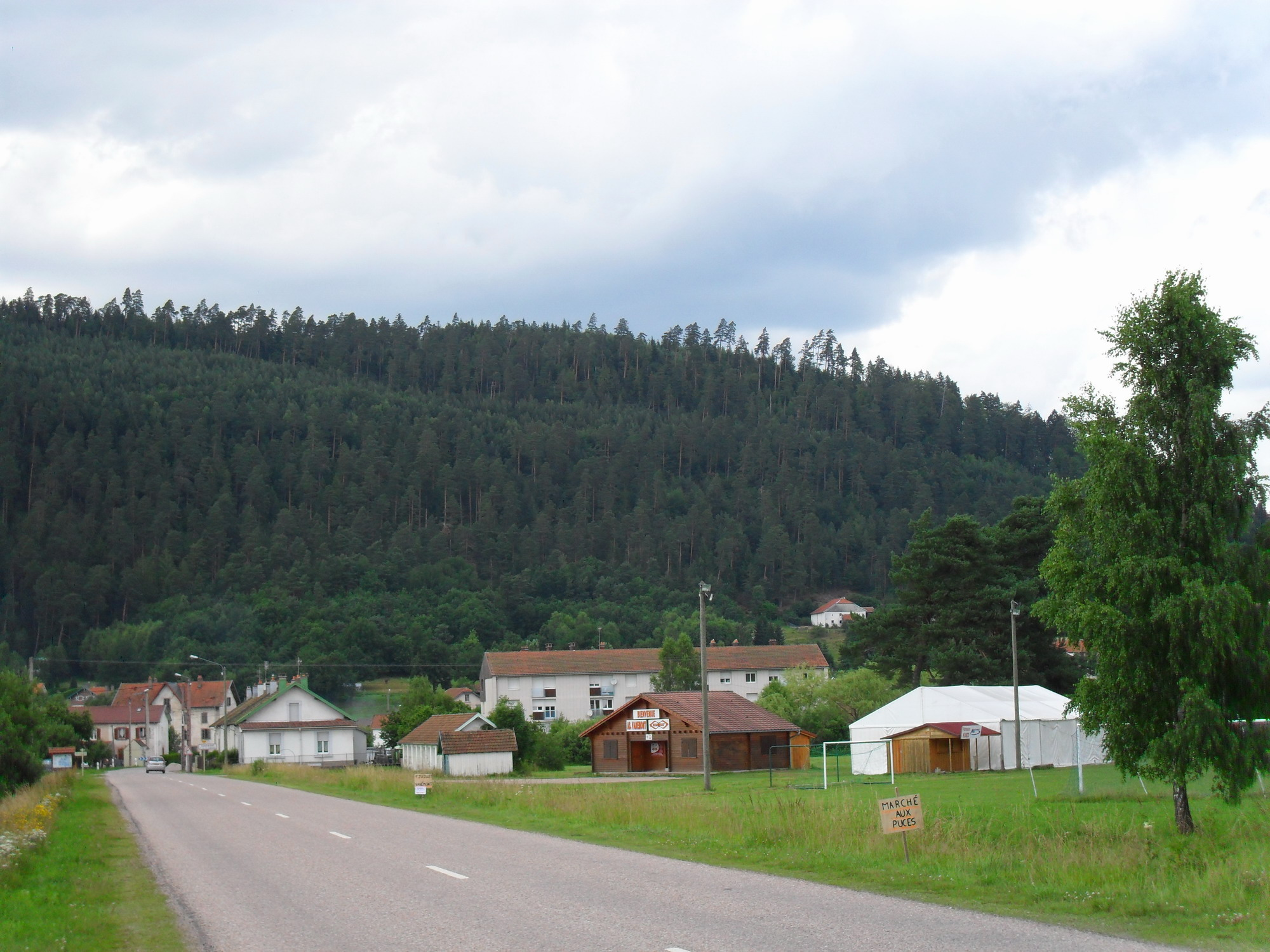
Vanémont depuis la route venant de Corcieux.

### Personnalités liées à la commune
- Gaston Deblaize (1895-1935) : sculpteur, né à La Houssière.

### Héraldique
| Blason | Blasonnement : De gueules à la bande d'argent chargée de trois feuilles de houx de sinople, accompagnée en chef d'une tour d'or. Commentaires : La bande indique que nous sommes en Lorraine. Les feuilles de houx rappellent l'étymologie du nom de la commune. La Houssière faisait partie du fief de La Tour qui avait son château à Corcieux, d'où la tour en chef,. |

## Pour approfondir